# Osová Bítýška
Osová Bítýška (v místním nářečí Betýška, německy Ossowa Bittischka) je obec v okrese Žďár nad Sázavou v Kraji Vysočina. Žije zde 961 obyvatel.
Osovou Bítýškou prochází silnice I/37 a železniční trať Brno – Havlíčkův Brod, na které jsou na území obce zřízeny zastávky Vlkov-Osová a Osová Bítýška.
Sousedními obcemi sídla jsou Ruda, Vlkov, Březí, Skřinářov, Záblatí a Ořechov.

## Název
Název Bítýška je zdrobnělina od Bíteš (které bylo původně mužského rodu). To bylo odvozeno od osobního jména zakončeného na -ech. Které jméno to bylo, není z důvodu nedokonalého pravopisu středověkých zápisů jasné. Mohlo to být jméno Vítech, jak by mohl ukazovat doklad z roku 1349 Vitis (tj. Víteš; osobní jméno Vítech by bylo příponou -ech rozšířené jméno Vít, domácká podoba jmen jako Vítoslav nebo Vítorad), případně jméno Bytech, jak naznačují písemné doklady od 14. až do 20. století, v nichž je Byteška (osobní jméno Bytech by bylo příponou -ech rozšířené jméno Byt, domácká podoba jmen Radobyt, Chotěbyt apod.). Výchozí podobu místního jména (ať bylo jakékoli) zřejmě ovlivnila existence podobného osobního jména Bít (tvar Bitiška se v zápisech objevoval od 16. století). Význam místního jména Bíteš byl "Vítechův/Bytechův majetek". Přídavek Osová či Osovská je doložen od poloviny 15. století podle příslušnosti k panství, jehož centrem byl zámek v Osové.

## Historie
První písemná zmínka o obci pochází z roku 1264.

## Obyvatelstvo
| Rok            | 1869 | 1880 | 1890 | 1900 | 1910 | 1921 | 1930 | 1950 | 1961 | 1970 | 1980 | 1991 | 2001 | 2006 | 2013 |
| Počet obyvatel | 783  | 716  | 783  | 817  | 838  | 814  | 806  | 735  | 785  | 838  | 779  | 801  | 810  | 825  | 863  |

## Školství
- Základní škola a mateřská škola Osová Bítýška

V obci se také nachází Diecézní centrum života mládeže Mamre brněnské diecéze, umístěné v budově fary, která byla pro tyto účely zrekonstruována v letech 1992–2000.

## Pamětihodnosti
- Kostel svatého Jakuba
- Socha Panny Marie a boží muka na náměstí
- Smírčí kameny u kravína a u nádraží
- Barokní fara

## Galerie

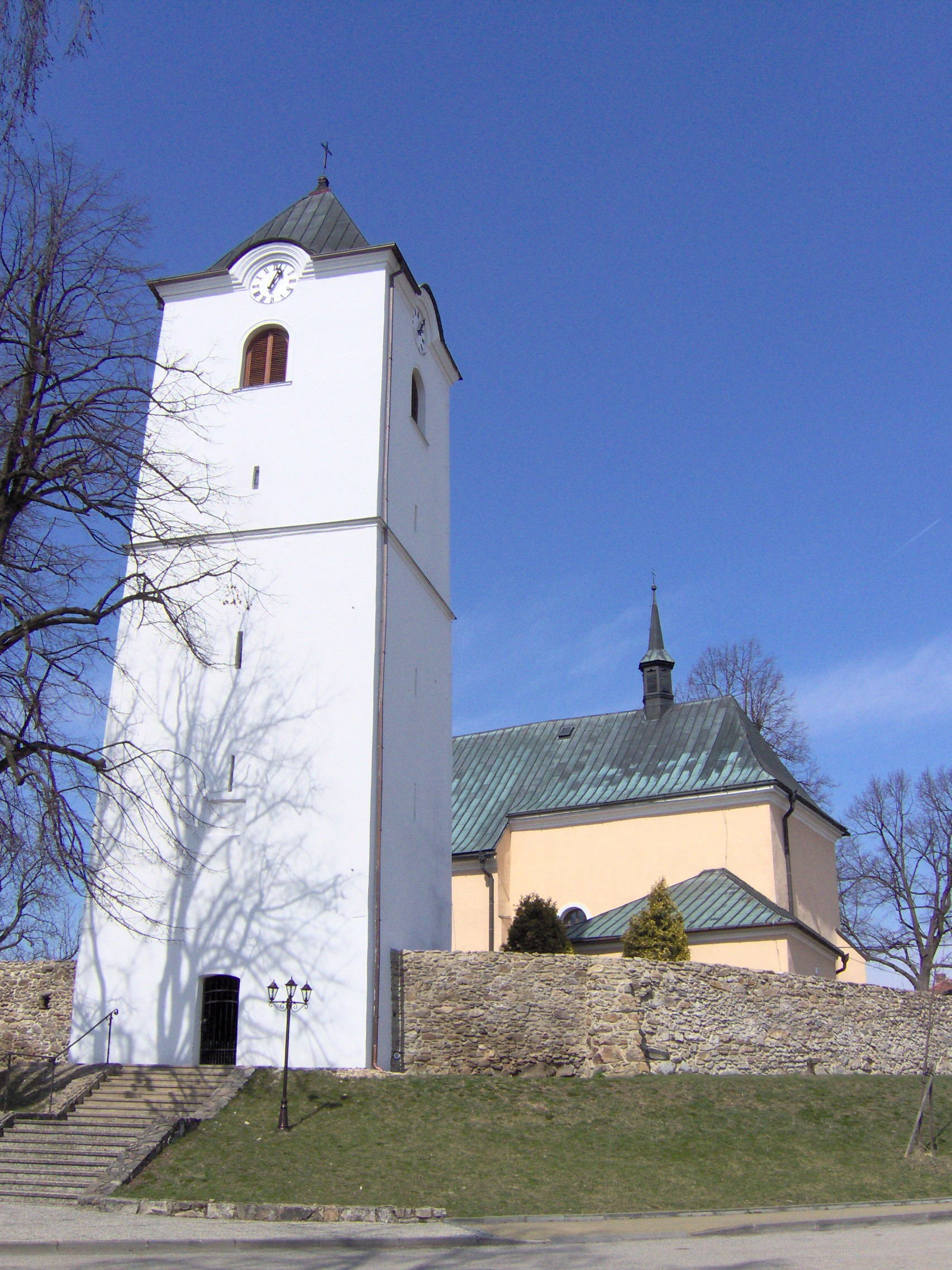
Kostel sv. Jakuba a zvonice
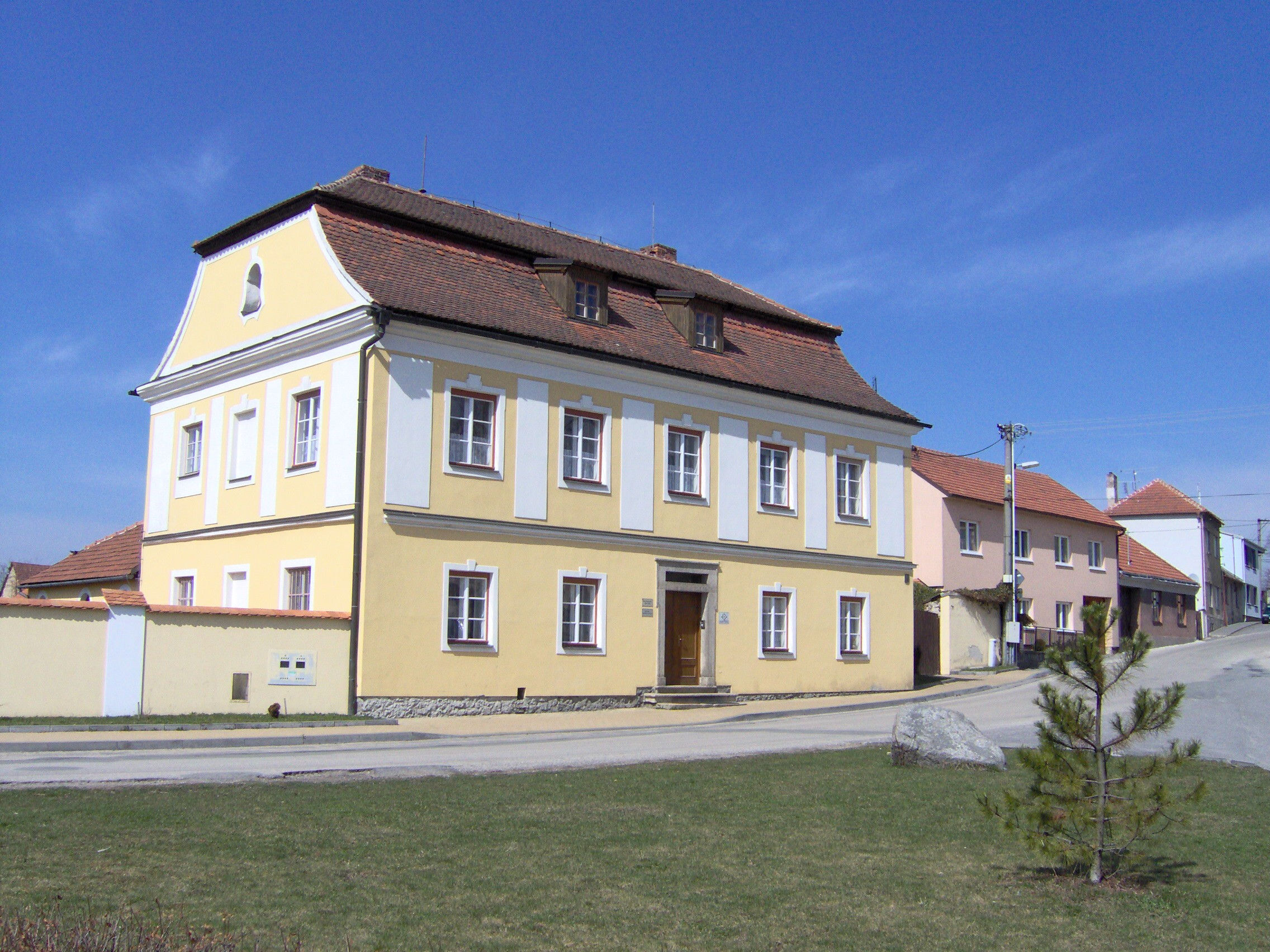
Fara
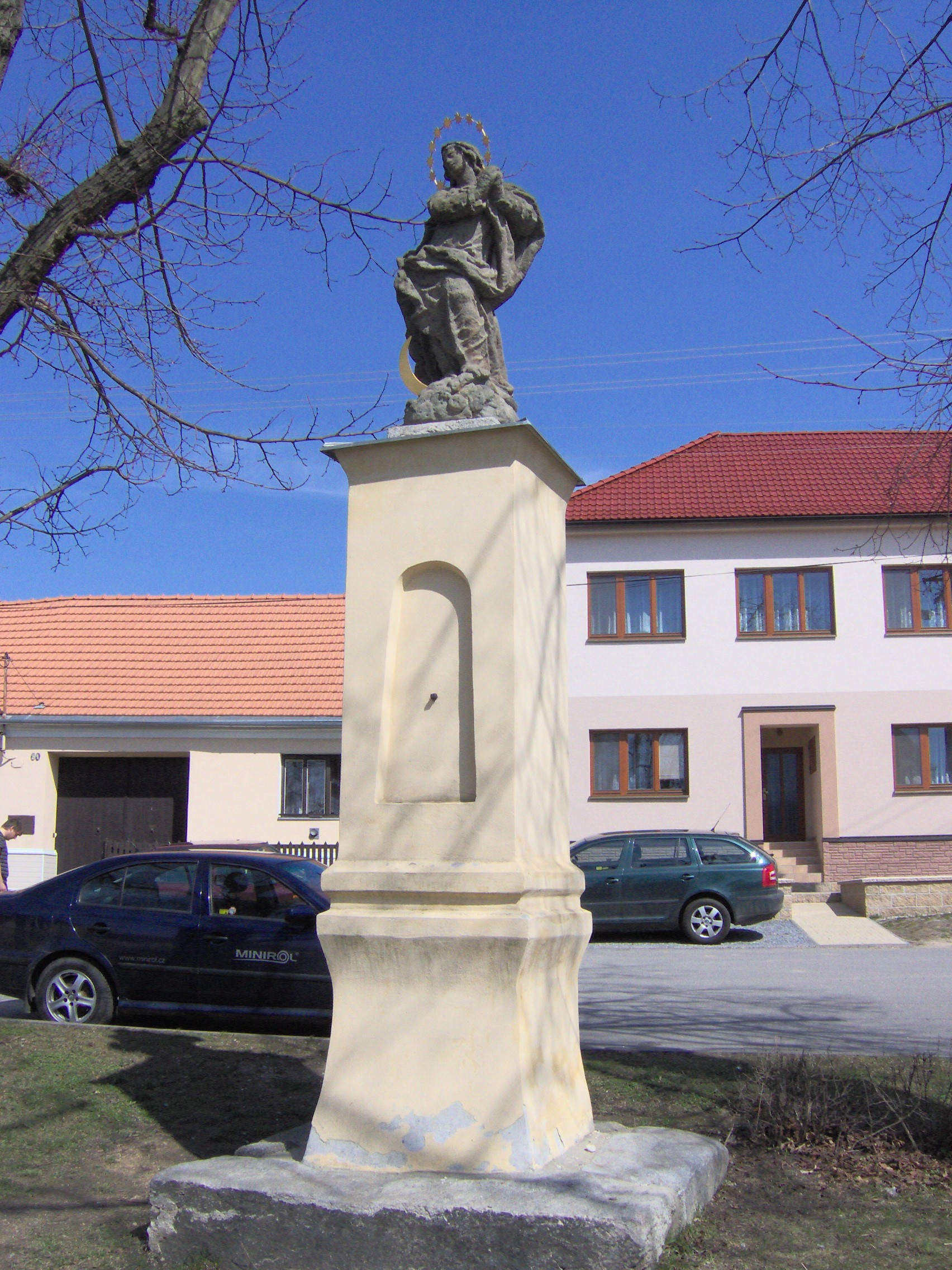
Socha na návsi
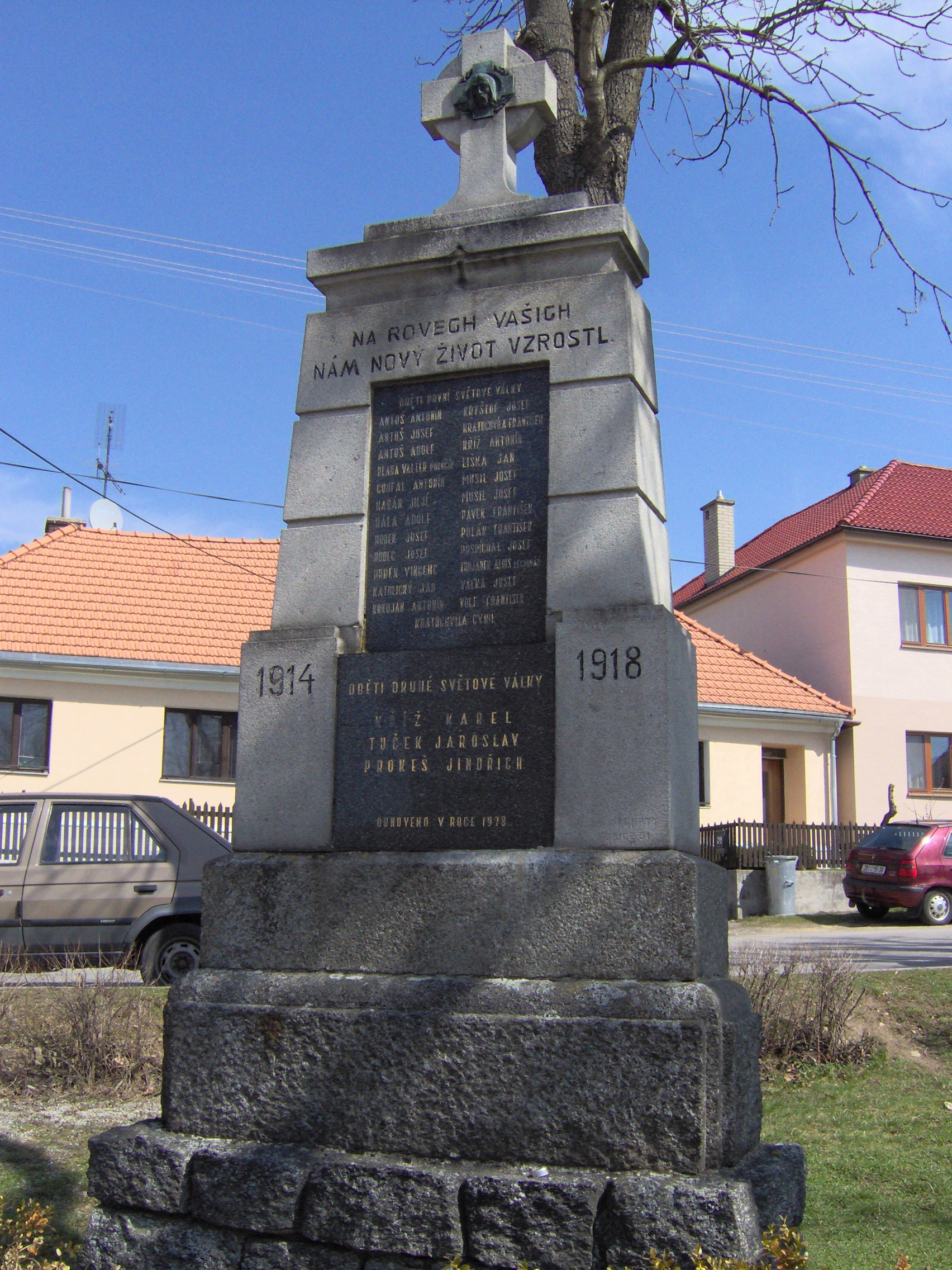
Pomník padlým
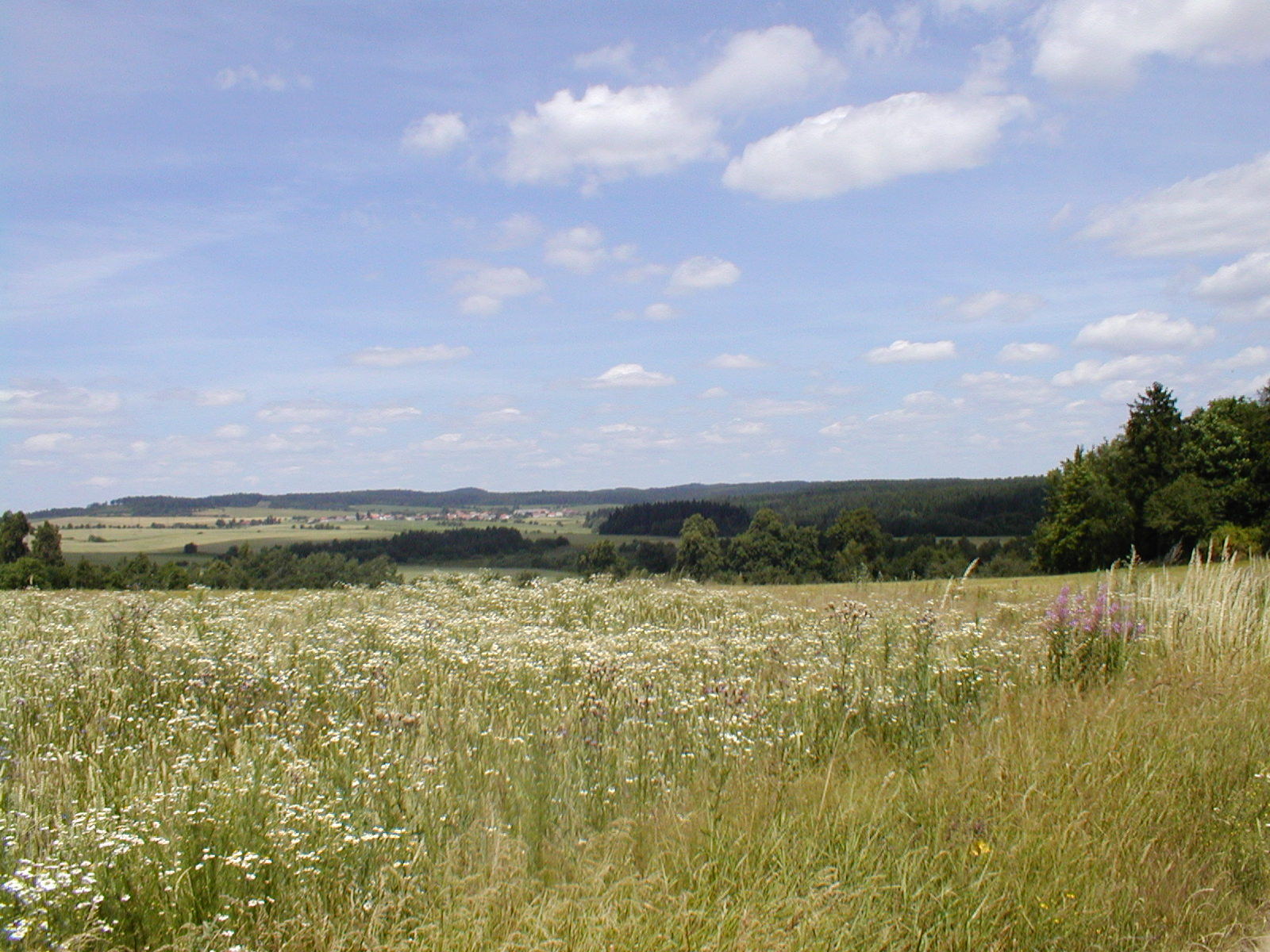
Krajina kolem obce

## Části obce
- Osová Bítýška
- Osová

V letech 1850–1880 k obci patřil i Skřinářov.